# Пиаф (мюзикл)
«Пиа́ф» (нидерл. Piaf) — голландский мюзикл на либретто Пама Джэмса. Поставлен театральной компанией «V&V Entertainment». Мировая премьера состоялась 11 октября 1999 года в «Королевском театре» Гааги, Нидерланды. Сюжет мюзикла построен на биографии французской певицы и актрисы Эдит Пиаф.

## История
Мюзикл «Пиаф» стал стартовым проектом в истории театральной компании «V&V Entertainment». Мировая премьера первой постановки состоялась в «Королевском театре» Гааги 11 октября 1999 года.
Лизбет Лист, игравшая Эдит Пиаф, была удостоена национальной премии «Musical Award» в категории лучшая женская роль. Этот успех актриса повторила в возрождённой постановке 2008 года, режиссёром которой выступил Эдди Хаббема.
В октябре 2015 года стартовал тур по городам Бельгии и Нидерландов. Главную роль исполняет Элс Де Шеппер.

## Актёрский состав
| Роль             | 1999—2001          | 2008—2009                    |
| ---------------- | ------------------ | ---------------------------- |
| Эдит Пиаф        | Лизбет Лист        | Лизбет Лист                  |
| Марсель          | Каспер ван Бохемен | Хирт Хус                     |
| Тойне            | Метта Грамберг     | Эстер Рурд                   |
| Пол              | -                  | Ара Халиси, Вильям Спай      |
| Люсьен           | -                  | Жан Эльбертс, Аддо Круйзинка |
| Луи              | -                  | Раймонд Курверс, Рейн Колпа  |
| Элиан            | -                  | Элиан Фейен                  |
| Хозяин           | Ханс Корнелиссен   | -                            |
| Эдит в молодости | -                  | Дафна Флинт                  |

## Музыка

### Музыкальные партии

#### Постановка 1999 года
| Акт I - «Ouverture» — Оркестр - «La Gouaillant du pauvre Jean» — Оркестр - «11 n’est pas distingué» - «Padam... Padam» - «La Foule» - «Mon manège à moi» - «L’accordéoniste» - «Les Mots d' Amour & Mon Dieu» | Акт II - «Hymne à L'amour» - «Ich hab noch eine Koffer in Berlin» - «Milord» - «La Vie en Rose» - «Sous Ie ciel de Paris» - «A quoi ça sert L’amour & Non, je ne regrette rien» |

#### Постановка 2008 года
| Акт I - «Ouverture» — Оркестр - «La Gouaillant du pauvre Jean» - «Les amants d’un jour» - "Les flonflons du bal " - «La belle histoire d’amour» (1) - «Non, la vie n’est pas triste» - «La belle histoire d’amour» (2) - «Mon ménage a moi» - «L’accordéoniste» - «La Marseillaise» - «La Foule» - «Mimi» - «Les Mots d' Amour & Mon Dieu» | Акт II - «Milord» - «Sous Ie ciel de Paris» - «Les trois cloches» - «La Vie en Rose» - «Padam... Padam» - «La belle histoire d’amour» - «Je sais comment» - «La goualante du pauvre Jean» - «A quoi ça sert I’amour & Non, je ne regrette rien» |

### Оркестр
В первой постановке 1999 года оркестр состоял всего из трёх инструментов: фортепиано, виолончель и аккордеон. В версии 2008 года палитра была расширена кларнетом, тромбоном и контрабасом, однако число музыкантов осталось прежним — три человека.
Музыкальная редакция и оркестровки — Эд ван Дейк, дирижёр — Дик ван дер Ступ (2008).

## Постановки

### Стационарные
| Город (страна)     | Компания            | Театральная площадка | Дата открытия | Дата закрытия | Кол-во спектаклей |
| ------------------ | ------------------- | -------------------- | ------------- | ------------- | ----------------- |
| Гаага (Нидерланды) | «V&V Entertainment» | «Королевский театр»  | 11.10.1999    | 2001          | 170               |
| Гаага (Нидерланды) | «V&V Entertainment» | «Королевский театр»  | 10.10.2008    | 2009          | ~200              |

### Гастрольные туры
| Страна              | Город(а)   | Компания                                      | Дата открытия | Дата закрытия |
| ------------------- | ---------- | --------------------------------------------- | ------------- | ------------- |
| Бельгия, Нидерланды | 18 городов | «Stage Entertainment Nederland», «Music Hall» | 10.10.2015    | май 2016      |

## Награды и номинации
| Год  | Премия          | Категория                                             | Номинант                      | Результат |
| ---- | --------------- | ----------------------------------------------------- | ----------------------------- | --------- |
| 2000 | «Musical Award» | Лучшая женская роль в небольшом мюзикле               | Лизбет Лист за роль Эдит Пиаф | Победа    |
| 2000 | «Musical Award» | Лучшая женская роль второго плана                     | Метта Грамберг за роль Тойне  | Номинация |
| 2009 | «Musical Award» | Лучшая женская роль в небольшом мюзикле               | Лизбет Лист за роль Эдит Пиаф | Победа    |
| 2009 | «Musical Award» | Лучшая женская роль второго плана в небольшом мюзикле | Эстер Рурд за роль Тойне      | Победа    |
| 2009 | «Musical Award» | Лучшая мужская роль второго плана в небольшом мюзикле | Ара Халиси за роль Пола       | Номинация |
| 2009 | «Musical Award» | Приз зрительских симпатий за небольшой мюзикл         | Мюзикл «Пиаф»                 | Победа    |